# Шапонич, Иван
Иван Шапонич (сербохорв. Ivan Šaponjić / Иван Шапоњић; 2 августа 1997, Нова-Варош) — сербский футболист, нападающий. Чемпион мира среди молодёжных команд 2015 года.

## Карьера

### Клубная
Шапонич начинал играть в командах «Златар» (Нова-Варош) и «Слобода» (Ужице), а затем перешёл в молодёжную академию «Партизана». Дебютировал в чемпионате Сербии за «Партизан» 30 ноября 2013 года, выйдя на замену на 76-й минуте игры со «Спартаком» из Суботицы.
30 мая 2014 года Шапонич подписал первый профессиональный контракт с «Партизаном» на 3 года. Первый мяч в официальном матче он забил 8 апреля 2015 года, в ответном матче полуфинала Кубка Сербии против «Ягодина», а 13 апреля Шапонич забил первый мяч в чемпионате Сербии в матче против ОФК (3:1 в пользу «Партизана»). Стал чемпионом Сербии сезона-2014/15 c «Партизаном».
В январе 2016 года 18-летний Шапонич подписал контракт на пять лет с лиссабонской «Бенфикой». Сумма трансфера из «Партизана» составила два миллиона евро.
Летом 2019 года Шапонич перешёл в мадридский «Атлетико». За 21-летнего серба испанцы заплатили полмиллиона евро. Дебютировал 23 января 2020 года против «Леонесы» в кубке. Дважды выходил в Ла Лиге, но отличиться не смог.
В январе 2021 года присоединился к «Кадису» на правах аренды. 11 мая в матче против «Осасуны» забил свой первый и единственный гол в Ла Лиге.
После возвращения из аренды Шапонич так и не получил шанса в «Атлетико», по этому в январе 2022 года перешёл в братиславский «Слован». В сезоне 2021/2022 смог одержать победу в Суперлиге Словакии.
В феврале 2023 года отправился в аренду в клуб турецкой первой лиги «Бандырмаспор». А в конце августа того же года Шапонича арендовал «Умраниеспор» из этой же лиги.

### В сборной
Шапонич играл за юношеские сборные Сербии разных возрастов. Играл в отборочных турнирах чемпионата Европы 2014 года (до 17 лет) и чемпионата Европы 2015 года (до 19 лет). Оба раза становился одним из лучших бомбардиров сборной (вместе с Лукой Йовичем), но оба раза сербы не смогли выйти в финальные турниры.
Шапонич вошёл в заявку молодёжной сборной на чемпионат мира 2015 года. На турнире у Шапонича — два решающих гола: в 1/8 финала в матче против сборной Венгрии он в добавленное время сравнял счёт, а в полуфинальном матче против сборной Мали в дополнительное время забил победный мяч. Отыграв в финальной игре с Бразилией 95 минут, Шапонич стал чемпионом мира.

## Достижения
«Партизан»
- Чемпион Сербии: 2014/15

«Слован» (Братислава)
- Чемпион Словакии: 2021/22

Сербия (до 20)
- Чемпион мира среди молодёжных команд: 2015